# Podranea ricasoliana
Podranea ricasoliana är en katalpaväxtart som först beskrevs av Enrico Tanfani, och fick sitt nu gällande namn av Thomas Archibald Sprague. Podranea ricasoliana ingår i släktet Podranea och familjen katalpaväxter. Inga underarter finns listade i Catalogue of Life.

## Bildgalleri

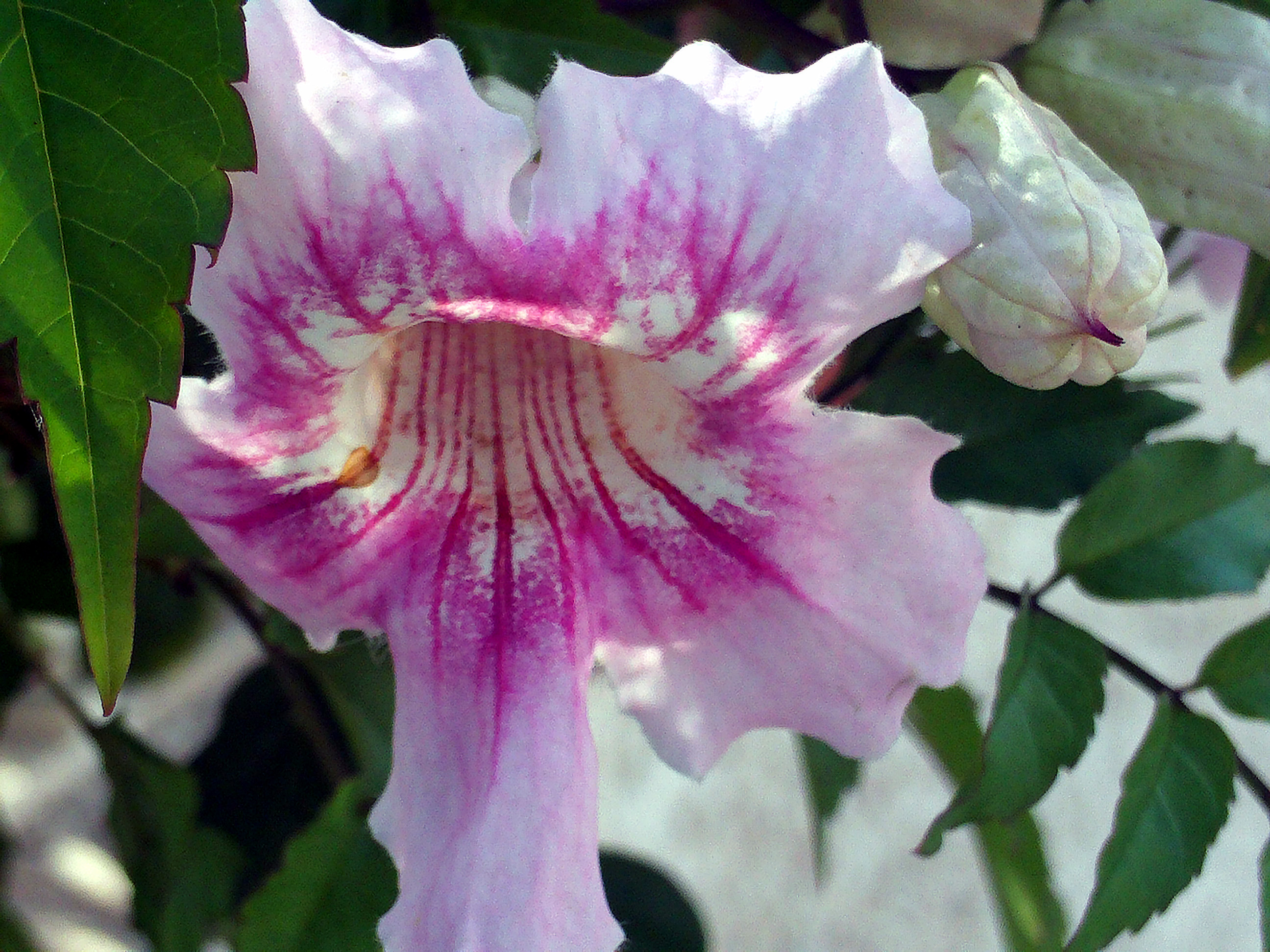
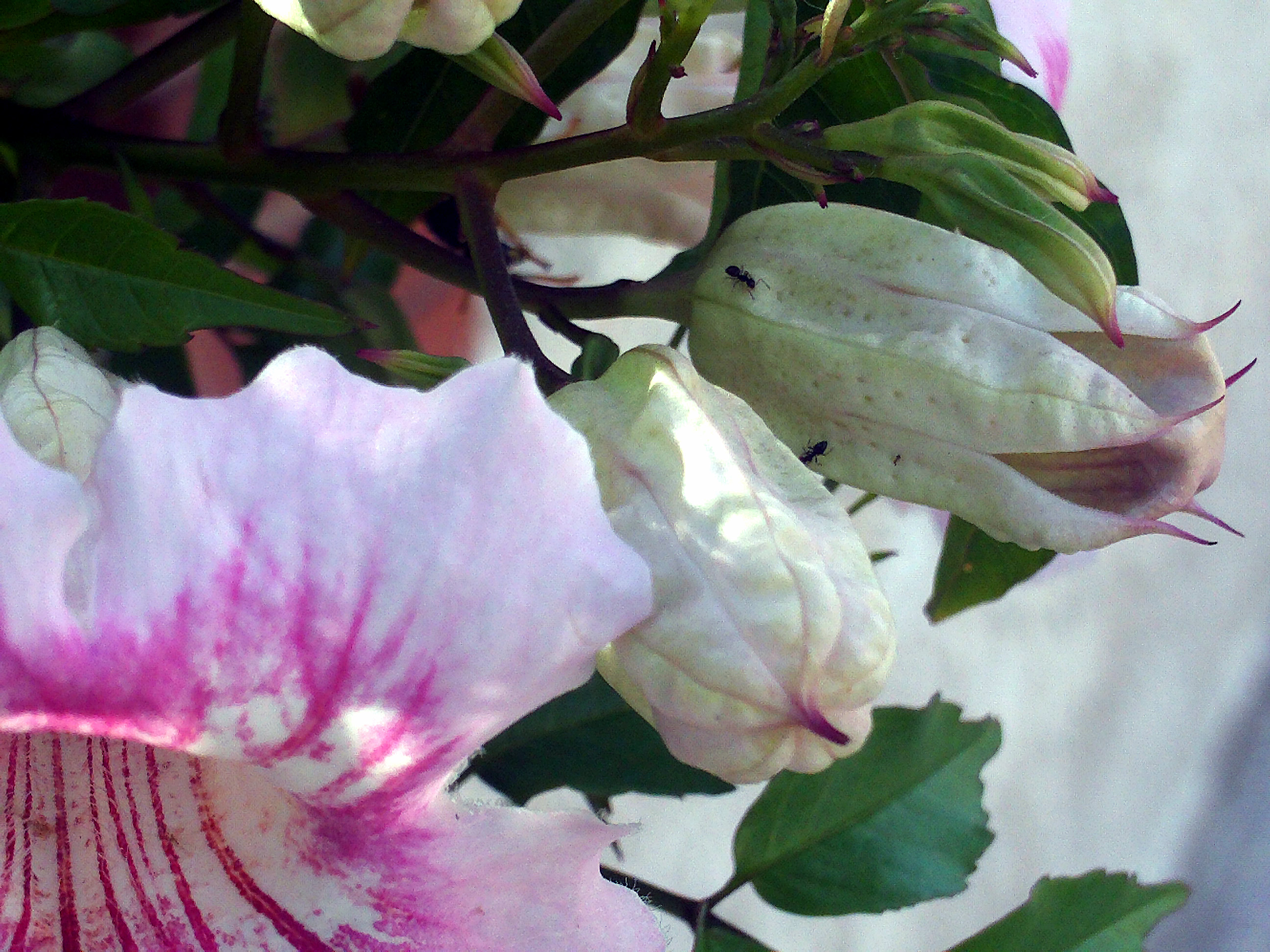
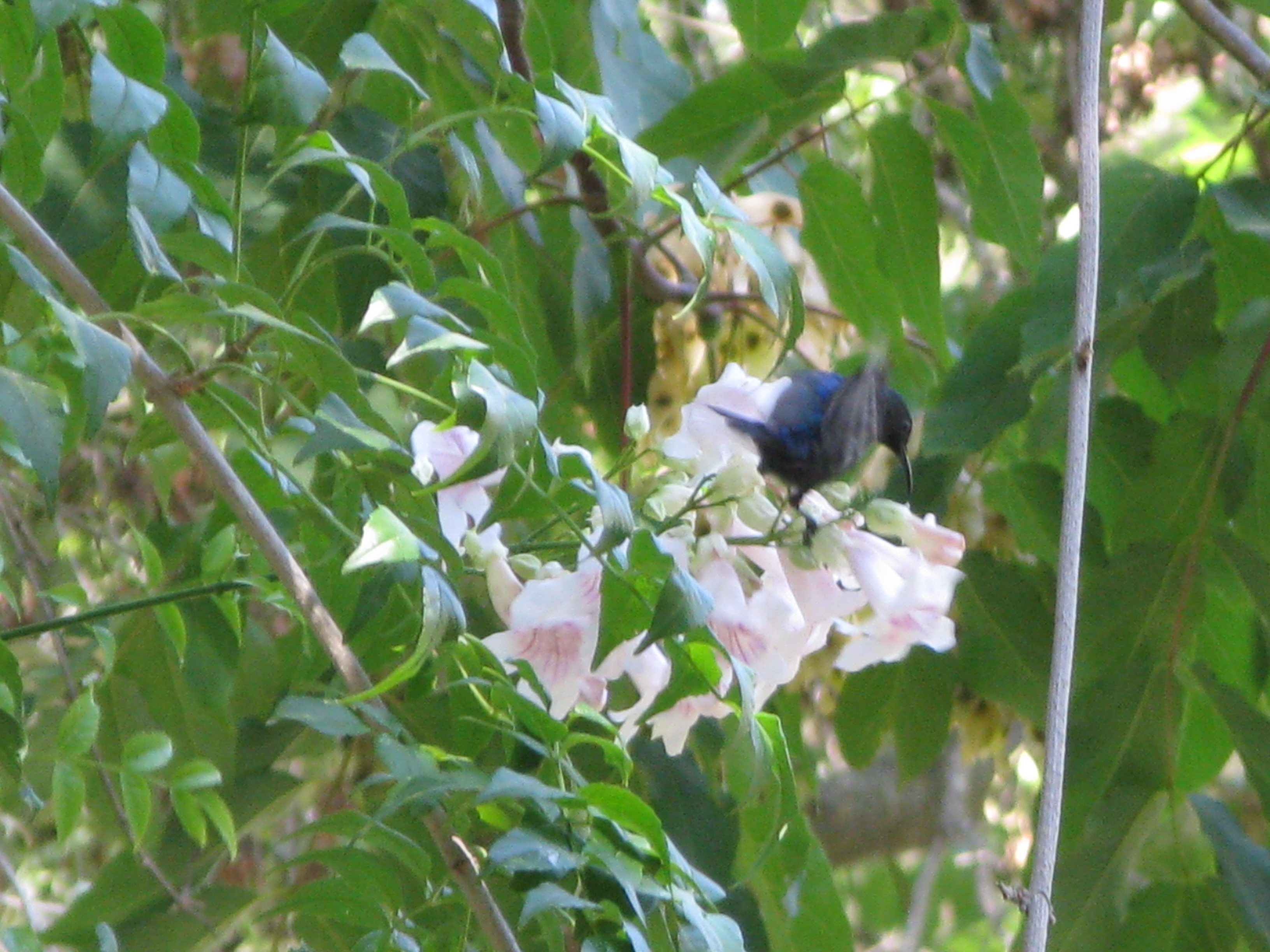
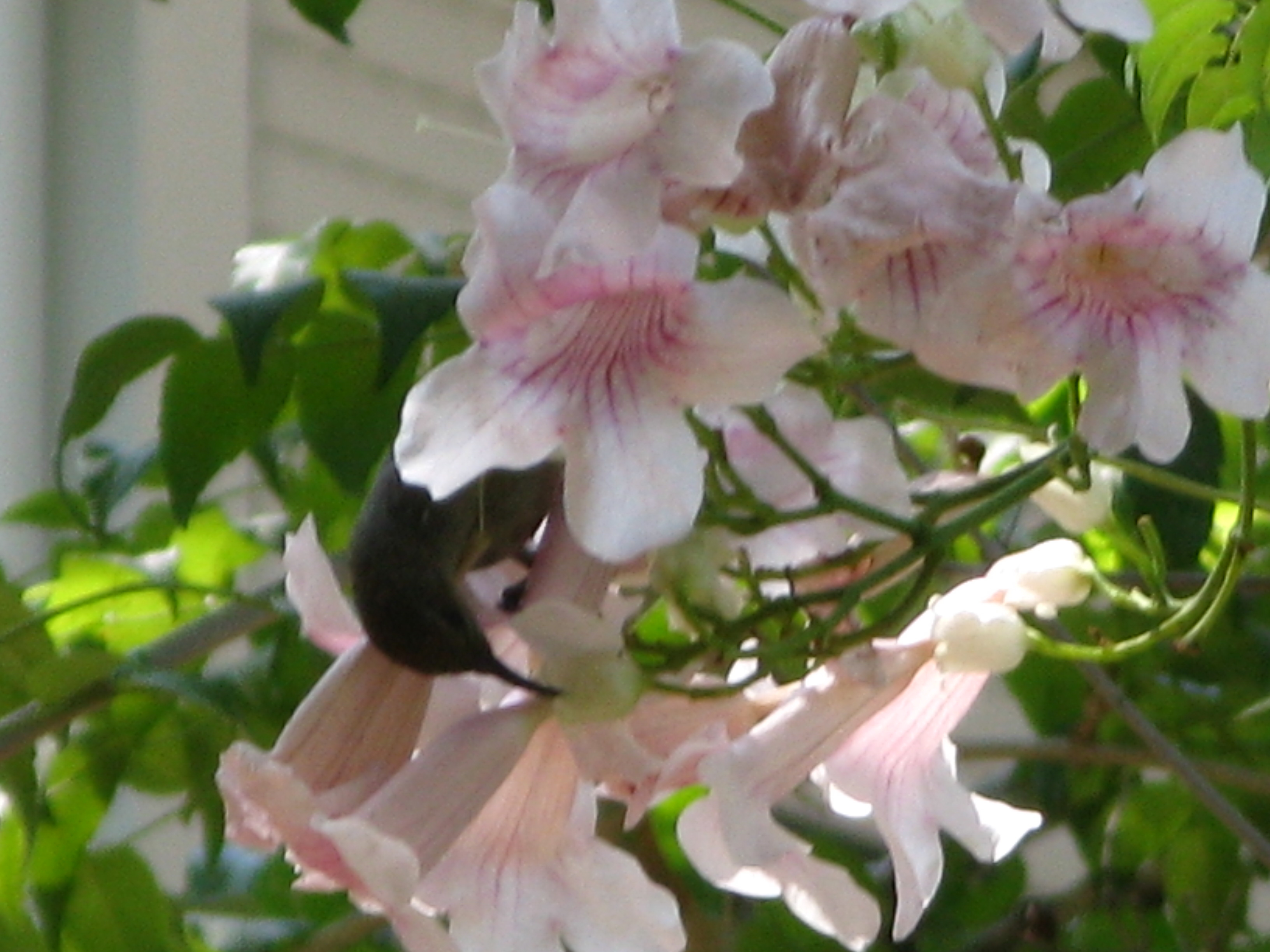
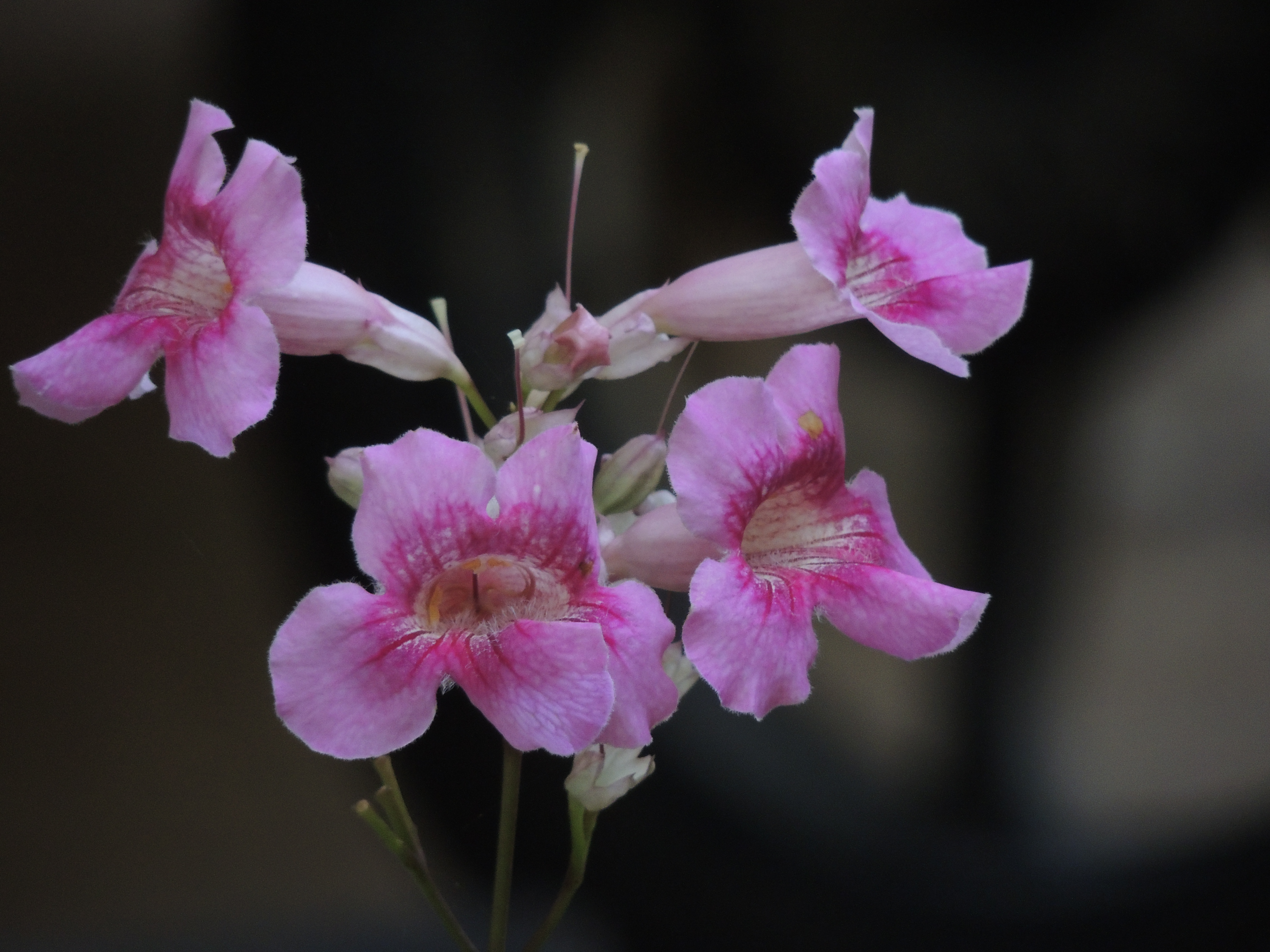
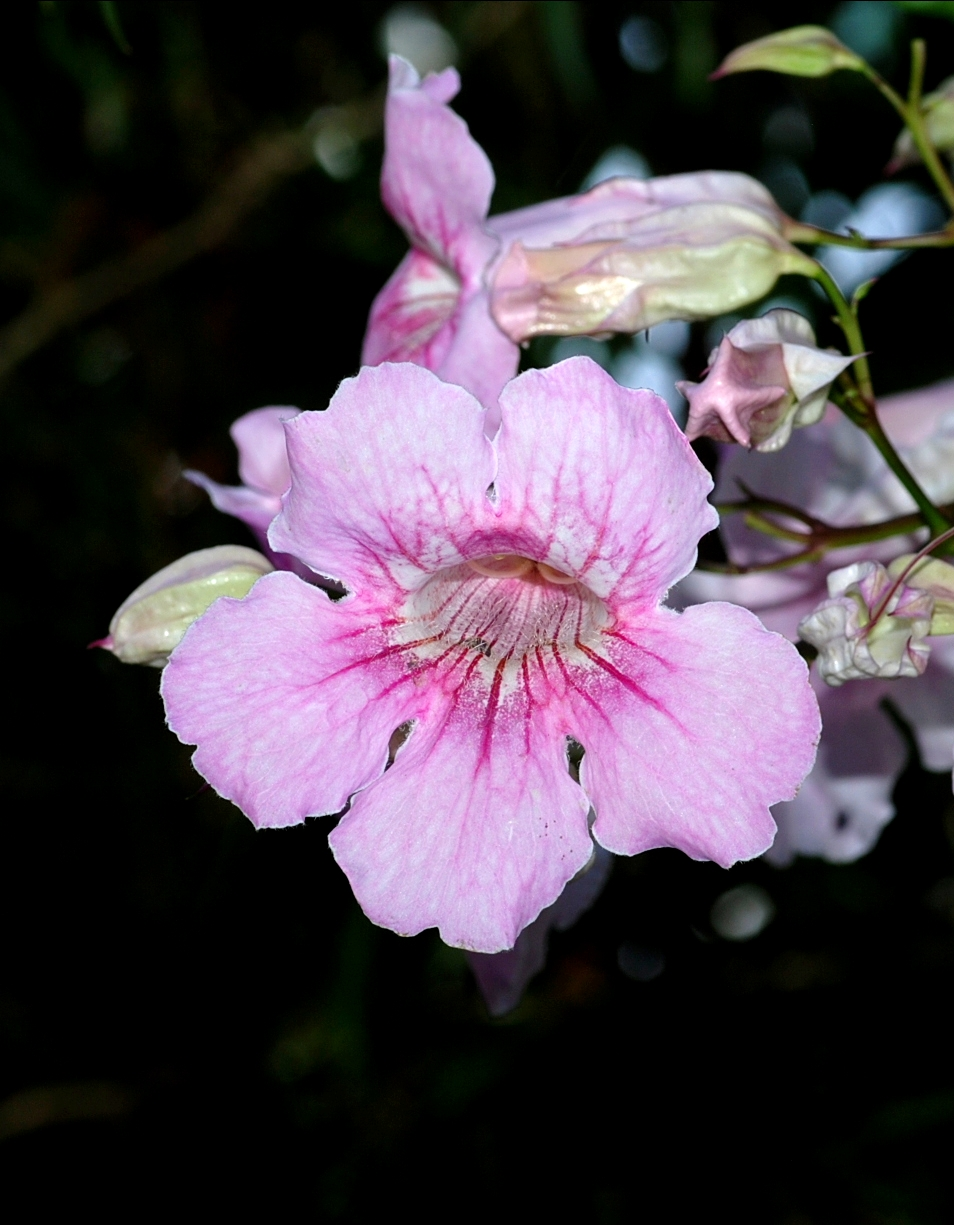